# هیروفسکیت
هیروفسکیت  (به انگلیسی: Heyrovskyite) با فرمول شیمیایی Pb6Bi2S9 از مجموعه کانی هاست و از نام شیمیدان چک Heyrovsky گرفته شده‌است. محلول در HNO3 Pb:۶۳٫۷۶٪  S:۱۴٫۸۰٪  Bi:۲۱٫۴۴٪  برای اولین بار در چک اسلواکی کشف شد و از نظر شکل بلور: شاخة جواهری، رنگ: سفید قلعی، شفافیت: کدر(اپاک)، جلا: فلزی، رخ: ندارد، سیستم تبلور: ارترومبیک و در رده‌بندی سولفور است همچنین خاصیت مغناطیسی ندارد و منشأ تشکیل آن هیدروترمال است.
همایند کانی‌شناسی (پارانژ) آن سختی، اشعه X و واکنش هایشیمیائیکوزالیت- مولیبدنیت- گالن- پیریت- کوارتز و غیره است
، از نظر ژیزمان بلورهای ریز کمیاب است و بیشتر در چک اسلواکی و سوئیس یافت می‌شود.

## منبع
- پردیس کشاورزی ایران